# 캐롤라이나 콜리시엄
캐롤라이나 콜리시엄(Carolina Coliseum)는 미국 사우스캐롤라이나주 컬럼비아에 위치한 실내 경기장이다. 과거 ECHL 컬럼비아 인페르노의 홈경기장으로 사용했다.